# 格利泽809
格利泽809位於仙王座的一顆紅矮星。視星等為8.55，肉眼難以看見。距離太陽系23光年。格利泽809的半徑為太陽的70.5%，質量為太陽的61.4%。它的金屬量為-0.06，這意味著氫和氦以外元素的豐度僅為太陽的87.1%。
它是一顆具有高自行的恆星，相對於背景恆星每年移動約0.77角秒。 在物理術語中，它相對於太陽系以31.1km/s的空間速度行進。這顆恆星的銀河軌道從其近心點21,300光年到遠心點的30,600光年。軌道偏心率為17.8%，半長軸為25,956光年，半短軸為25,542光年。